# Bơi nghệ thuật tại Đại hội Thể thao châu Á 2018 – Đôi Nữ
Nội dung biểu diễn đôi nữ bộ môn bơi nghệ thuật tại Đại hội Thể thao châu Á 2018 diễn ra từ ngày 27 đến ngày 28 tháng 8 năm 2018 tại Sân vận động thể thao dưới nước Gelora Bung Karno.

## Lịch thi đấu
Tất cả các giờ đều là Giờ miền Tây Indonesia (UTC+07:00)
| Ngày                         | Giờ   | Nội dung          |
| ---------------------------- | ----- | ----------------- |
| Thứ Hai, 27 tháng 8 năm 2018 | 10:00 | Technical routine |
| Thứ Ba, 28 tháng 8 năm 2018  | 10:00 | Free routine      |

## Kết quả
Chú thích
- FR — Dự bị trong nội dung free
- RR — Dự bị trong nội dung technical và free
- TR — Dự bị trong nội dung technical

| Thứ hạng | Đội tuyển                                                                         | Technical | Free    | Tổng cộng |
| -------- | --------------------------------------------------------------------------------- | --------- | ------- | --------- |
| 1        | Trung Quốc (CHN) · Jiang Tingting · Jiang Wenwen                                  | 92.4101   | 94.1000 | 186.5101  |
| 2        | Nhật Bản (JPN) · Yukiko Inui · Megumu Yoshida                                     | 90.2363   | 92.1000 | 182.3363  |
| 3        | Kazakhstan (KAZ) · Alexandra Nemich · Yekaterina Nemich                           | 84.7178   | 86.1667 | 170.8845  |
| 4        | CHDCND Triều Tiên (PRK) · Jang Hyon-ok · Min Hae-yon                              | 82.8094   | 83.8000 | 166.6094  |
| 5        | Uzbekistan (UZB) · Anna Eltisheva · Anastasiya Morozova · Nafisa Shomirzaeva (RR) | 77.7847   | 78.1333 | 155.9180  |
| 6        | Hàn Quốc (KOR) · Choi Jung-yeon · Lee Ri-young (TR) · Uhm Ji-wan (FR)             | 75.8941   | 78.8000 | 154.6941  |
| 7        | Singapore (SGP) · Debbie Soh · Rachel Thean                                       | 73.5593   | 76.4000 | 149.9593  |
| 8        | Malaysia (MAS) · Foong Yan Nie (FR) · Gan Hua Wei · Zylane Lee (TR)               | 73.2032   | 75.1333 | 148.3365  |
| 9        | Ma Cao (MAC) · Au Ieong Sin Ieng (RR) · Chau Cheng Han · Lo Wai Lam               | 68.5963   | 69.9000 | 138.4963  |
| 10       | Hồng Kông (HKG) · Haruka Kawazoe · Christie Poon                                  | 65.6146   | 67.7000 | 133.3146  |
| 11       | Indonesia (INA) · Andriani Shintya Ardhana · Naima Syeeda Sharita                 | 62.6657   | 65.9667 | 128.6324  |